# Santiago (Paraguay)

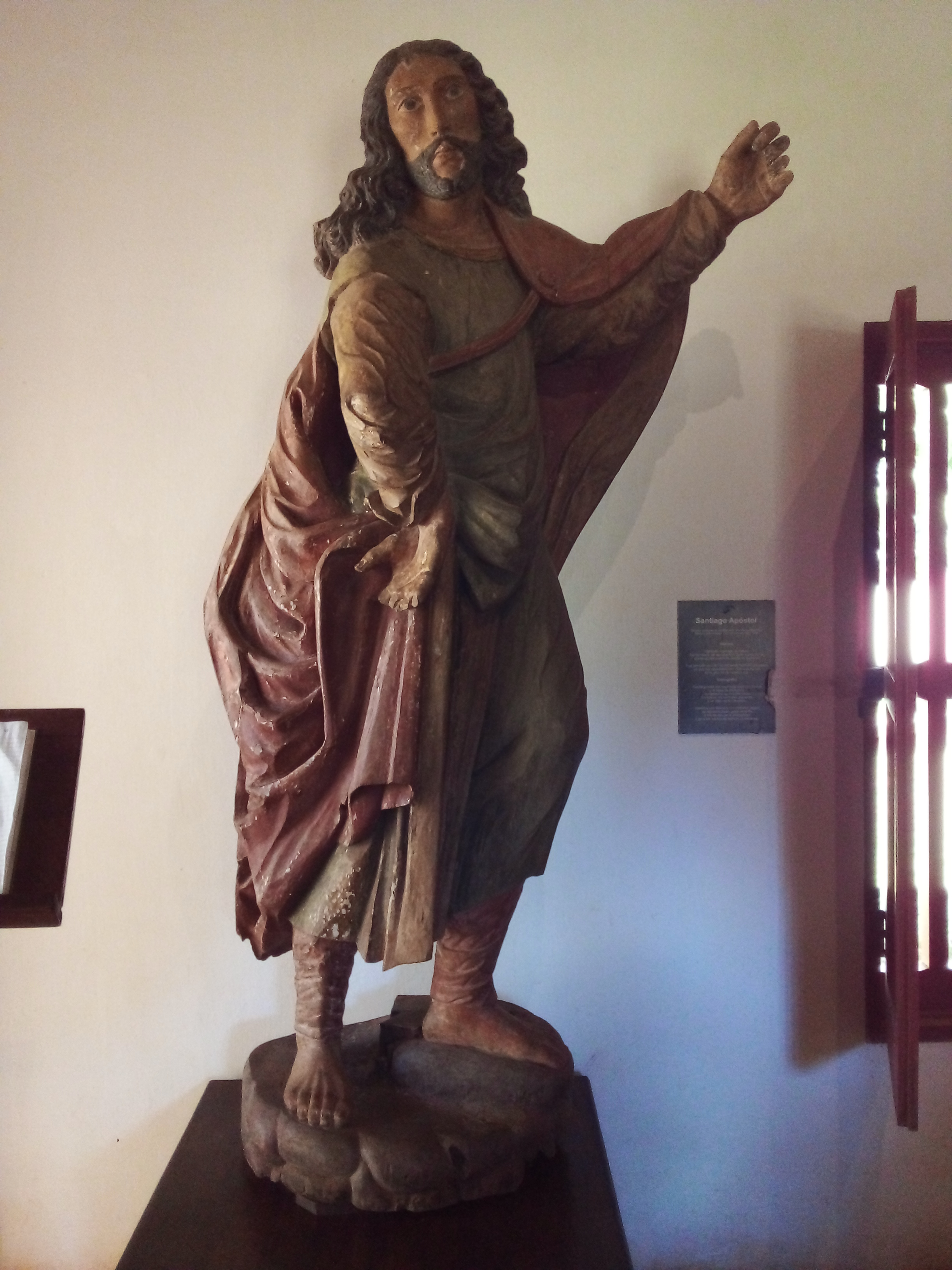
Estatua de Santiago Apóstol (comienzos del), en el Museo de Tesoros Jesuíticos.

Santiago es una ciudad paraguaya, ubicada en el departamento de Misiones. Es una de las más importantes reducciones jesuíticas. Conocida como la capital de la "Tradición Misionera". Los santiagueños se dedican especialmente a la ganadería. Además, en agricultura producen maíz, caña de azúcar, algodón arroz.

## Toponimia
Santiago, ubicado sobre una colina, fundada como “San Ignacio de Caaguazú”, sobre las márgenes del Río Apa, fue refundada en el departamento de Misiones, Paraguay, en 1669, con el nombre de “Santiago Apóstol”.

## Historia
“Santiago” o "Santiago De Las Misiones" fue fundada originalmente a orillas del río Apa bajo el nombre de "San Ignacio de Caaguazú". Posteriormente fue refundada en 1669 en el lugar que ocupa actualmente con el nombre de "Santiago Apóstol".

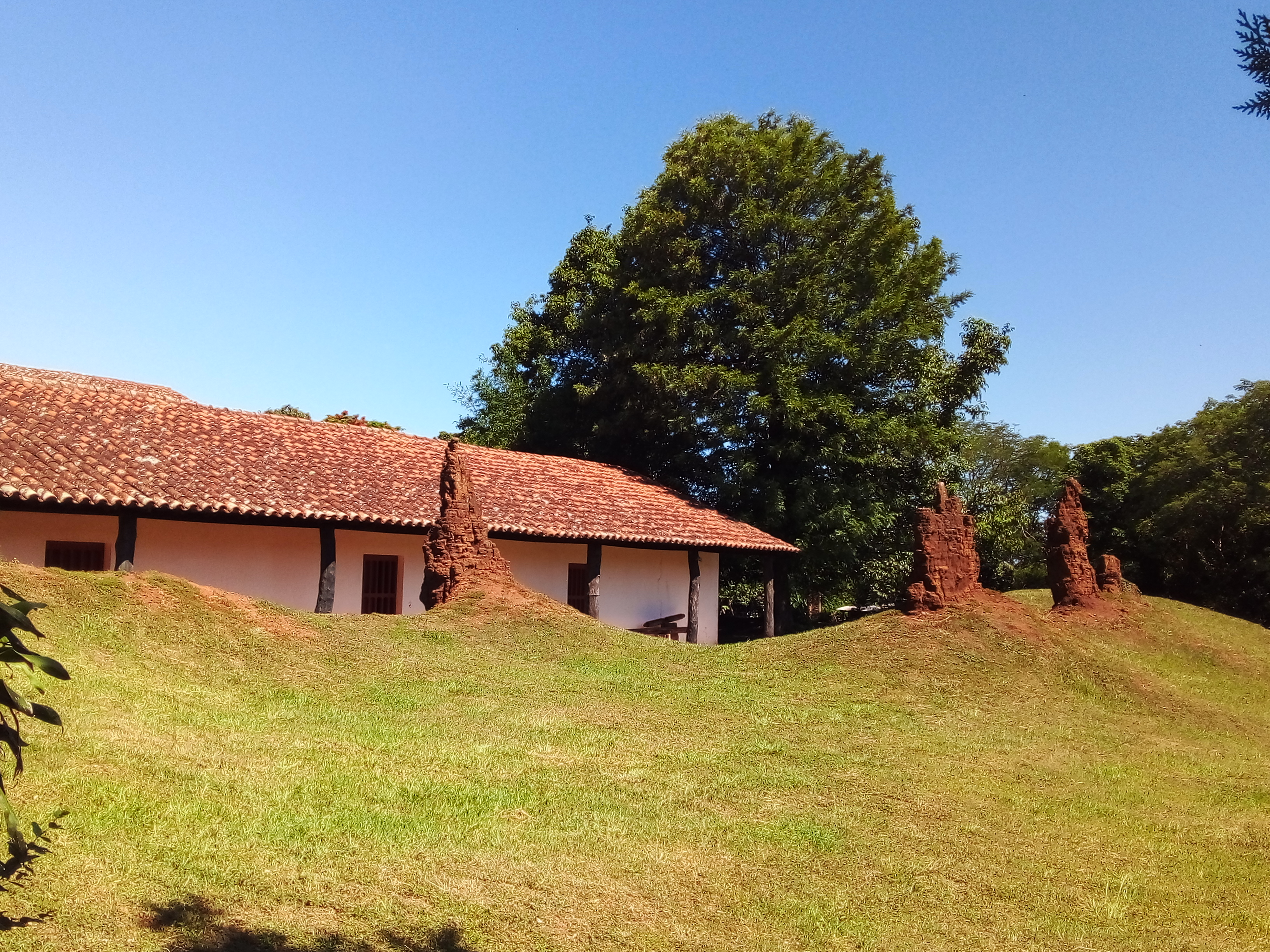
Ruinas del antiguo templo jesuita de Santiago Apóstol.

Es una antigua reducción jesuita y aún conserva muchas características coloniales muy bien conservadas como su gran plaza central, la casa de indios y el museo que conserva objetos y piezas de arte colonial. Durante el dominio jesuítico, “Santiago” fue importante por la cantidad de pobladores. Según Félix de Azara llegó a tener unos 3151 habitantes pero cuando él visitó el pueblo, en 1784, se había reducido a 1215 habitantes.
Contaba con una hotelería donde se hospedaban los comerciantes.
Vale destacar que durante las fiestas patronales se realizaba la opera de Santiago.

## Geografía
Ubicada a 278 km al sur de la ciudad de Asunción, la capital del país. Está asentada sobre una colina, entre Ayolas y San Patricio.

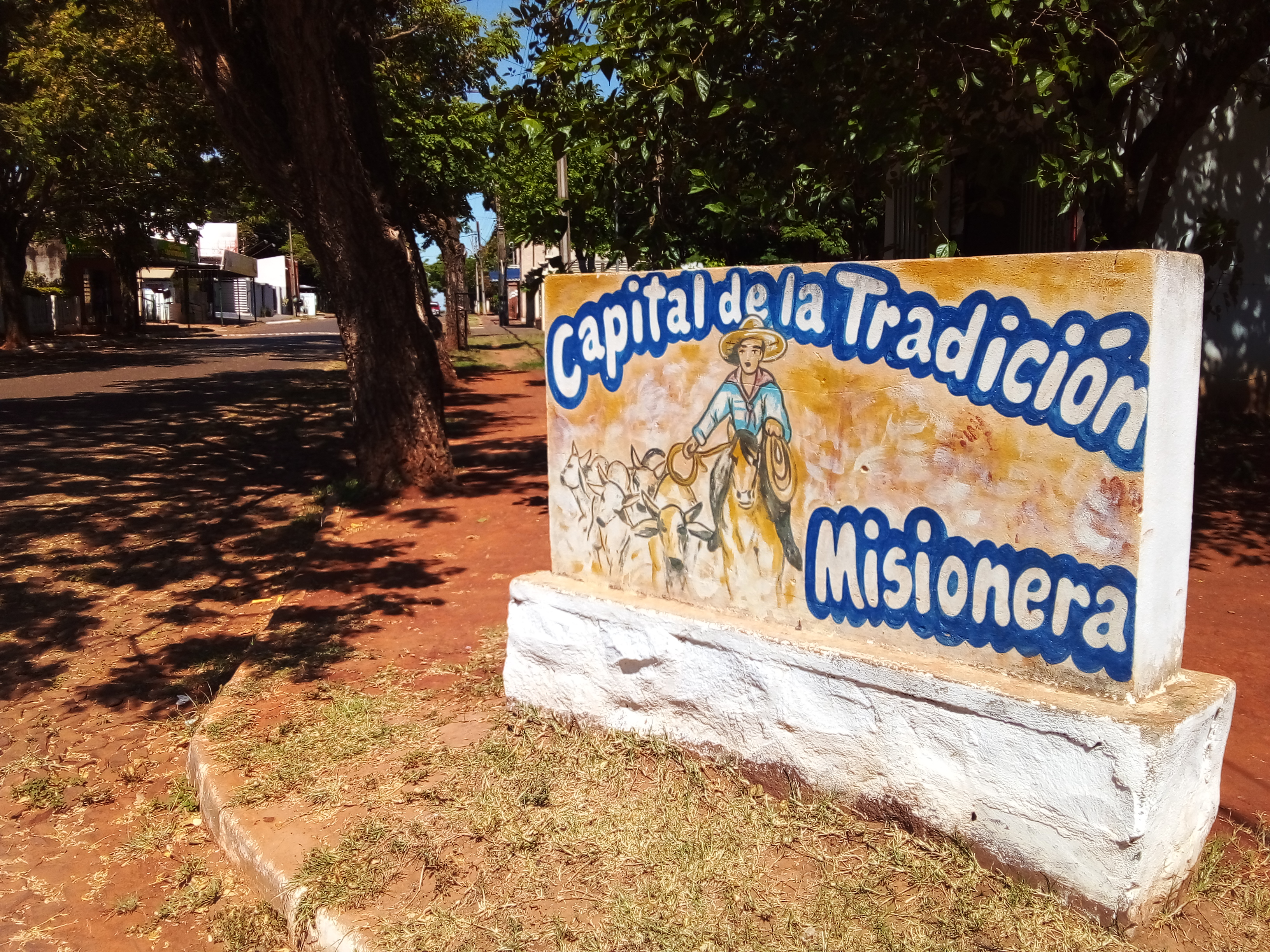
Plaza de Santiago Apóstol.

## Clima

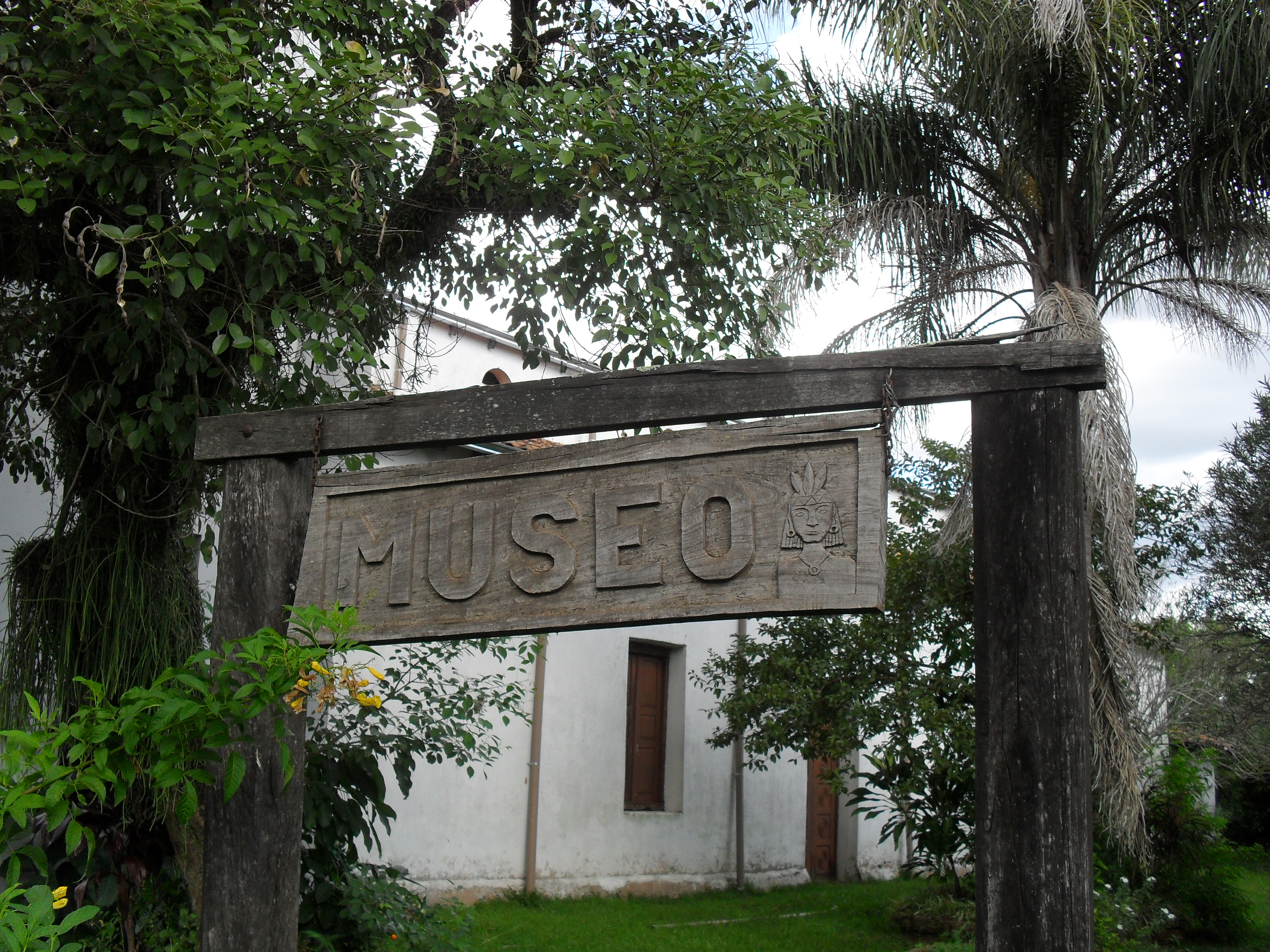
Museo Jesuítico.

En verano las temperaturas son generalmente elevadas que en ocasiones podrían superar los 40 grados inclusive llegando a alcanzar máximas de 43 °C, la mínima en invierno podría descender a los 0 °C que ocasionan grandes heladas, situación la cual lo clasifica en un tipo de clima templado cálido (subtropical húmedo) con una media anual de 21 °C, tiene buenas precipitaciones distribuidas durante todo el año con media anual que rondan los 1600 mm.

## Cultura

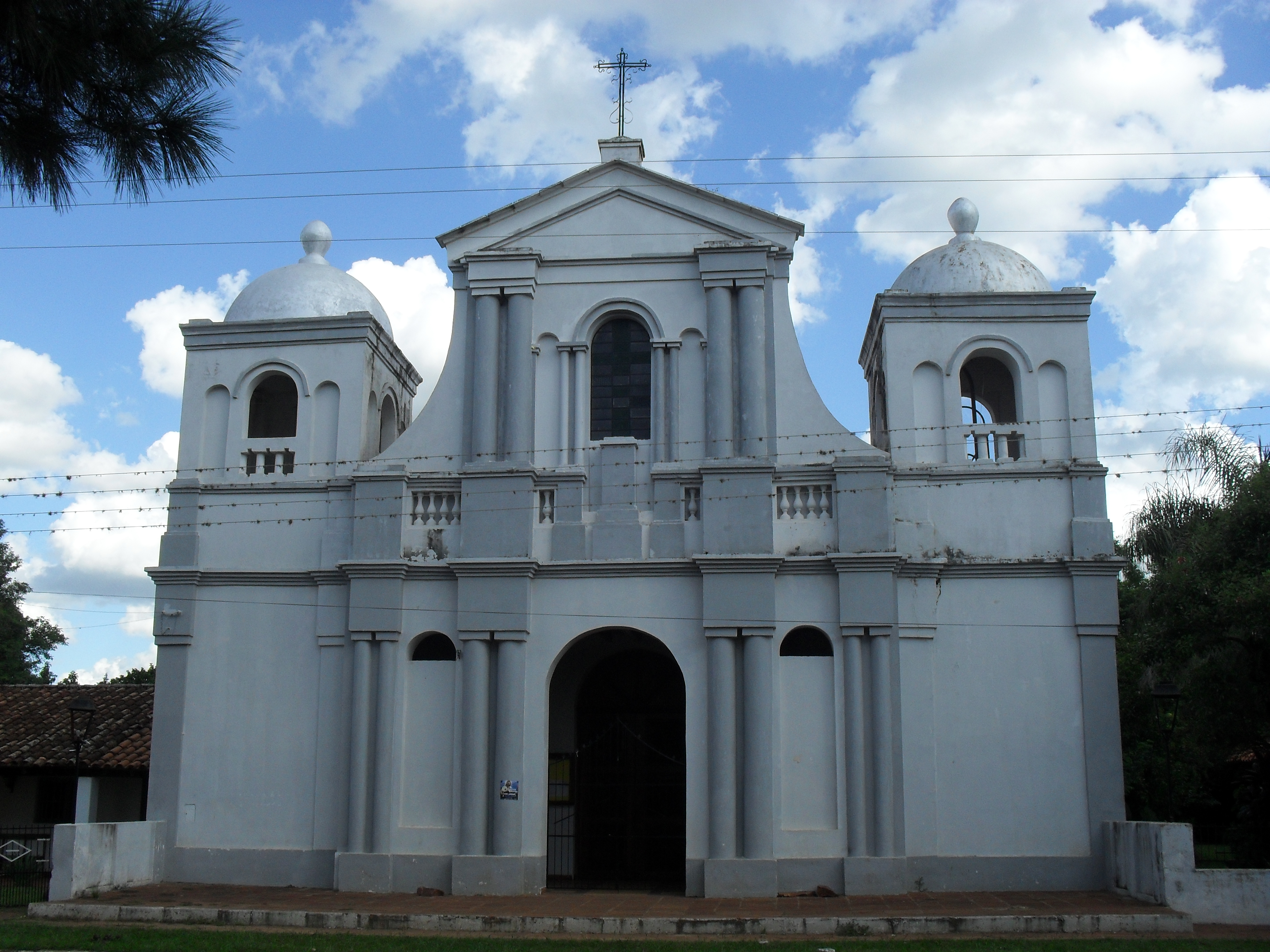
Iglesia de Santiago.

Tiene un "Museo de Arte Sacro" el "Museo Jesuítico de Santiago” de las misiones jesuíticas. Cuenta con cuatro salas de exposición, donde se exhiben estatuas de estilo barroco de los siglos XVI y XVII y vestigios de la antigua Iglesia de Santiago (derrumbada en 1907). Entre sus principales atracciones se destacan la estatua de Felipe de Neri ( con dos metros de altura, tallada en una sola pieza), la campana original de la antigua iglesia de Santiago (señalando el año de 1725), variadas estatuillas de santos, la recreación de la pasión de Cristo, tablones de madera policromados, columnas y capiteles de madera. Las obras dedicadas a la pasión y muerte de Cristo se encuentran en el segundo espacio del museo y tanto así también obras resaltantes como La Piedad.
A los alrededores del museo, se pueden observar los restos de adobe de la antigua Iglesia de Santiago. La Iglesia, conserva muchas imágenes talladas por los indios en madera. La iglesia cuenta con un retablo único en las Reducciones, también existen pinturas con recreaciones bíblicas. La Casa de Indios, situada al costado de la Plaza de armas de la ciudad, también es un museo donde puede apreciarse imágenes de santos.
La laguna de San Isidro, ubicada en el centro de la ciudad, que posee un muelle donde se puede apreciar el paisaje, con estatuas que engalanan la laguna y el parque infantil ubicado al costado de dicha laguna. El monasterio benedictino, Tupasy María que se encuentra a unos 15 km del centro urbano es un lugar de recogimiento y meditación, fundado en 1984.
Sus habitantes mantienen vivas las costumbres y tradiciones antiguas y en enero se celebra la "Fiesta de la Tradición Misionera", donde los artistas y domadores de Paraguay, Argentina, Brasil y Uruguay, demuestran sus destrezas, en la doma de potros y carrera de caballos. En este evento son infaltables las comidas típicas de Misiones como el famoso batiburrillo, asado a la estaca, sopa paraguaya. Esta actividad atrae anualmente a muchos turistas, acuden paraguayos y extranjeros. La Estancia Tacuaty sede del Festival de Doma y Folclore, situada a 270 km al sur de Asunción, camino a Ayolas.

## Ciudades hermanadas
- Boadilla de Rioseco, España (2015).